# Kiels voetbalkampioenschap 1903/04
In 1903/04 werd het eerste Kiels voetbalkampioenschap gespeeld, dat georganiseerd werd door de Kielse voetbalbond. Holstein Kiel werd kampioen, er was nog geen verder eindronde waaraan de club deelnam.

## Eindstand
| Plaats | Club                    | Wed. | W | G | V | Saldo | Ptn |
| ------ | ----------------------- | ---- | - | - | - | ----- | --- |
| 1.     | Kieler FC Holstein 1902 | 4    | 3 | 0 | 1 | 7:2   | 6:2 |
| 2.     | FC Kilia Kiel           | 4    | 2 | 0 | 2 | 4:1   | 4:4 |
| 3.     | 1. Kieler FV 1900       | 4    | 1 | 0 | 3 | 2:10  | 2:6 |

|  | Kampioen |